# Cuarzo

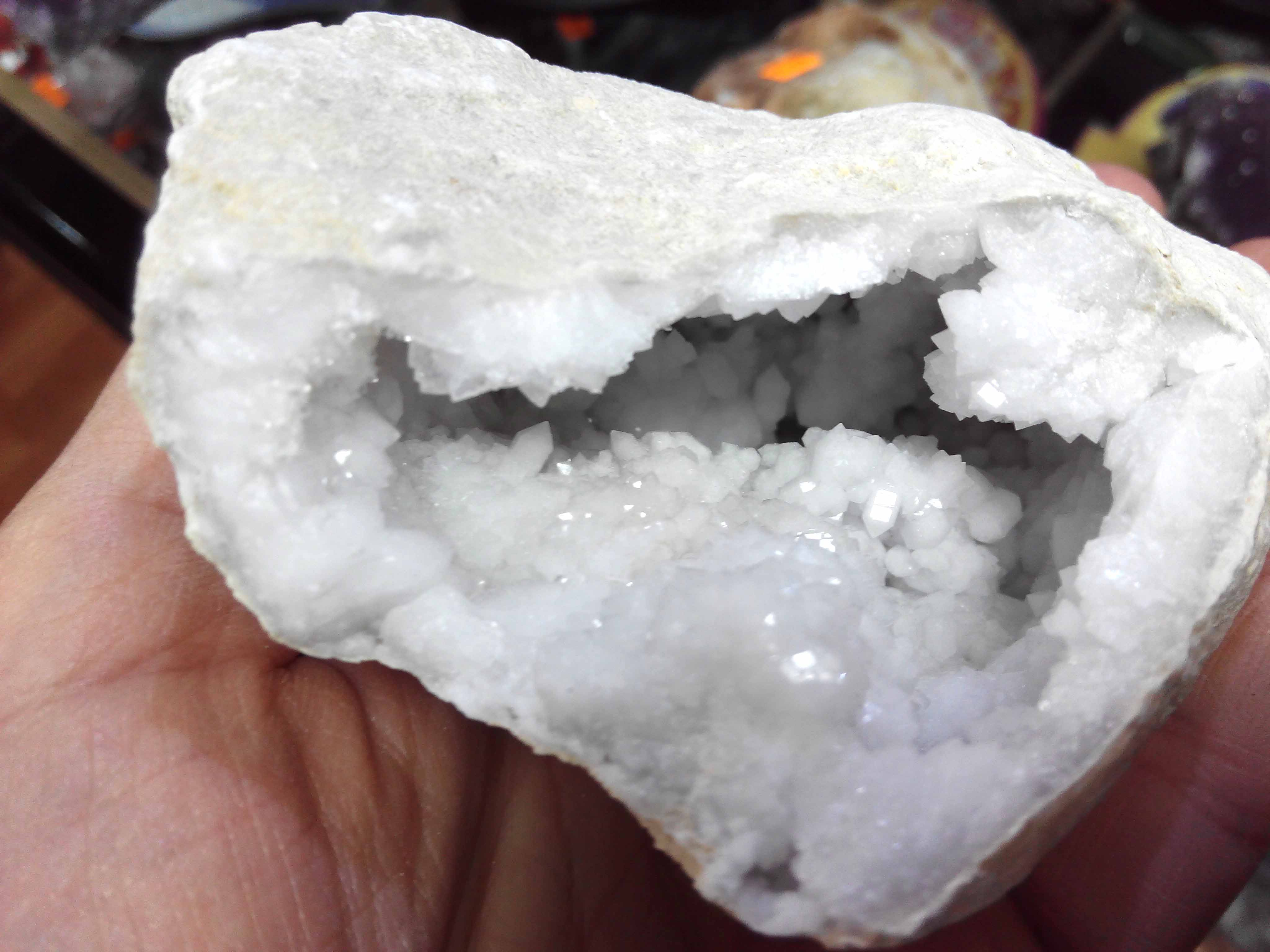
Geoda de cuarzo.

El cuarzo es un mineral compuesto de sílice (SiO2). Tras el feldespato, es el mineral más común de la corteza terrestre estando presente en una gran cantidad de rocas ígneas, metamórficas y sedimentarias. Destaca por su dureza y resistencia a la meteorización en la superficie terrestre.
Estructuralmente se distinguen dos tipos de cuarzo: cuarzo-α y cuarzo-β. La amatista, el citrino y el cuarzo lechoso son algunas de las numerosas variedades de cuarzo que se conocen en gemología.
El cuarzo tiene múltiples usos. Existen muchas variedades de cuarzo, algunas de las cuales se clasifican como piedras preciosas. Desde la Antigüedad, las variedades de cuarzo han sido los minerales más utilizados en la fabricación de joyas y talla en piedra dura, especialmente en Eurasia. En forma pura, se utiliza para fabricar vidrios especiales, y es también el componente principal del vidrio común. Los cristales de cuarzo, habitualmente artificiales, son piezoeléctricos, y se utilizan en osciladores electrónicos, en relojes y en radiotrasmisores y receptores. Su dureza hace que se emplee como abrasivo. La arena de cuarzo se utiliza en la construcción, para fabricar moldes para metalurgia y en otros muchos usos.
El cuarzo es el mineral que define el valor 7 en la escala de dureza de Mohs, un método cualitativo de rascado para determinar la dureza de un material a la abrasión.

## Etimología
La palabra cuarzo proviene de quarz del idioma alemán y su primer registro en tal forma es de 1530 en los escritos de Georgius Agricola. Quarz a su vez proviene de la palabra twarc del alto alemán medio; se ha sugerido que esta deriva de una lengua eslava occidental. Según esta línea las palabras twardy, del polaco, y tvrdy del checo, harían la conexión entre la palabra cuarzo y la palabra tvrudu del antiguo eslavo eclesiástico que significa duro. Otras fuentes atribuyen el origen de la palabra cuarzo y quartz a la palabra querkluftertz del dialecto alemán alto sajón que significa mena de veta atravesada. La palabra del griego antiguo para cuarzo, krystallos, dio origen a la palabra cristal.

## Comportamiento y estructura cristalina
El cuarzo pertenece al sistema cristalino trigonal a temperatura ambiente, y al sistema cristalino hexagonal por encima de 573 grados Celsius (846,2 K; 1063,4 °F). La forma cristalina ideal es un prisma de seis caras que termina en pirámide de seis caras en cada extremo. En la naturaleza los cristales de cuarzo son a menudo gemelos (con cristales de cuarzo maclados diestros y zurdos), distorsionados, o tan entrecrecidos con cristales adyacentes de cuarzo u otros minerales que sólo muestran parte de esta forma, o carecen totalmente de caras cristalinas obvias y parecen masivos. Los cristales bien formados se suelen formar como una drusa (una capa de cristales que recubre un vacío), de la que las geodas de cuarzo son ejemplos particularmente finos. Los cristales están unidos por un extremo a la roca que los rodea, y sólo hay una pirámide de terminación. Sin embargo, los cristales biterminados se producen donde se desarrollan libremente sin sujeción, por ejemplo, dentro de yeso.

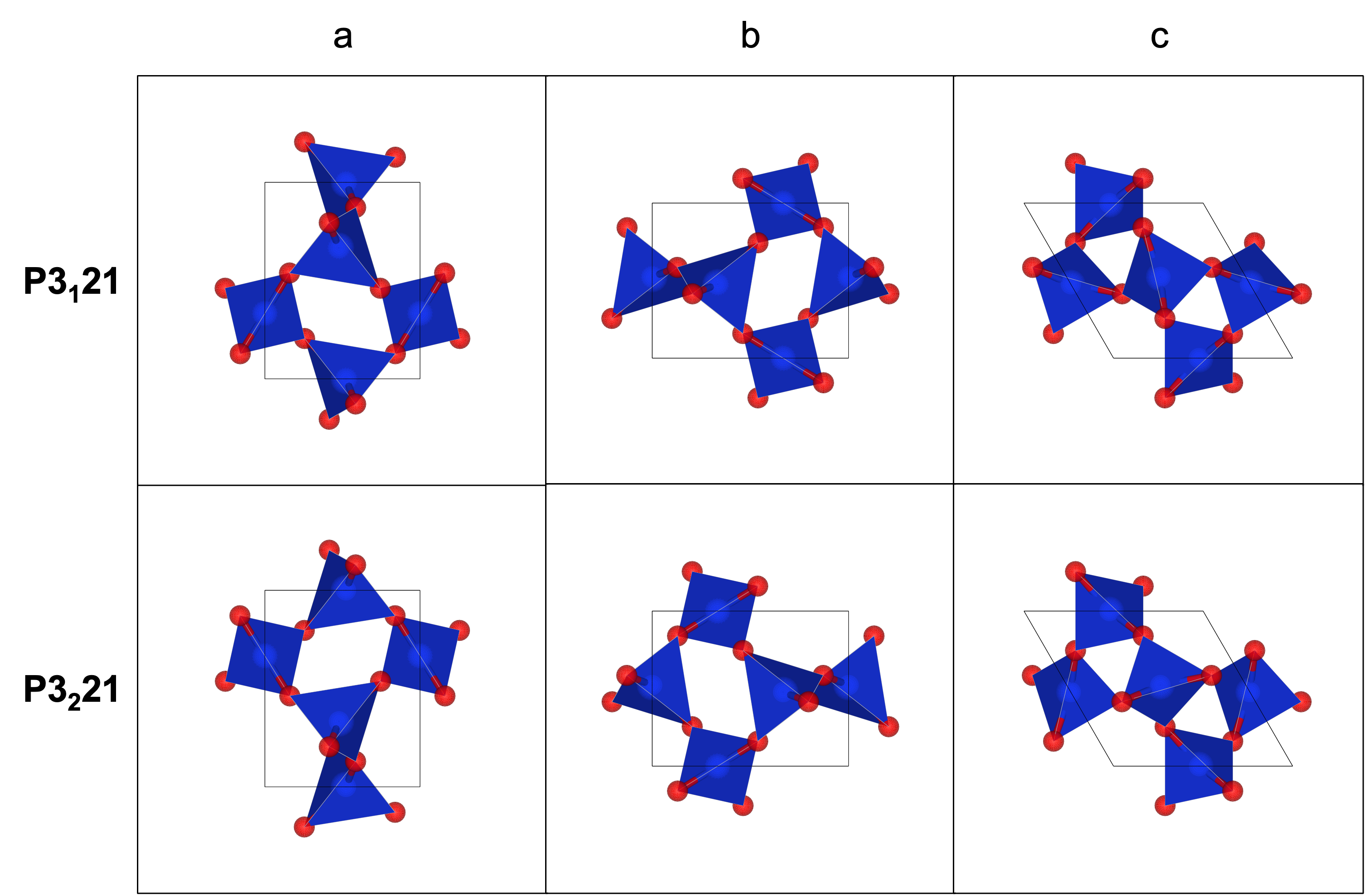
Un par quiral de cuarzo alfa.

El α-cuarzo cristaliza en el sistema cristalino trigonal, grupo espacial P3121 o P3221 (grupo espacial 152 o 154 resp.) dependiendo de la quiralidad. Por encima de 573 grados Celsius (846,2 K; 1063,4 °F), el cuarzo α en P3121 se convierte en el hexagonal más simétrico P6422 (grupo espacial 181), y el cuarzo α en P3221 pasa al grupo espacial P6222 (no. 180). Estos grupos espaciales son realmente quirales (cada uno pertenece a los 11 pares enantiomorfos). Tanto el cuarzo α como el cuarzo β son ejemplos de estructuras cristalinas quirales compuestas por bloques de construcción quirales (tetraedros de SiO4 en este caso). La transformación entre α- y β-cuarzo sólo implica una rotación comparativamente menor de los tetraedros entre sí, sin un cambio en la forma en que están unidos. Sin embargo, hay un cambio significativo en el volumen durante esta transición, y esto puede provocar una microfractura significativa en la cerámica y en rocas de la corteza terrestre.

Estructura cristalina del α-cuarzo (las bolas rojas son de oxígeno y las grises de silicio)
β-cuarzo

## Química, estructura y propiedades
El cuarzo es óxido de silicio, llamado comúnmente sílice. Su fórmula química es SiO2. Dependiendo del criterio que se considere, químico o estructural, ocupa diferentes lugares en las clasificaciones. En la clasificación de Strunz y  en la de Hey se atiende al aspecto químico y se lo considera un óxido. En la clasificación de Dana se atiende a su estructura y se lo considera un tectosilicato.  Puede contener como impurezas diversos elementos, especialmente aluminio, litio, sodio, potasio, hierro o titanio. Su fractura es concoidea y no tiene exfoliación. Tiene una dureza de grado 7 en la escala de Mohs, de manera que puede rayar el vidrio y los aceros comunes.
Existen dos formas de cuarzo según su estructura: cuarzo-α y cuarzo-β. El cuarzo-α o bajo cuarzo tiene estructura trigonal y puede existir hasta una temperatura de 573 °C. Por encima de ella se transforma en cuarzo-β o alto cuarzo que es de estructura hexagonal. A temperaturas sobre 867 °C, el cuarzo-β se transforma lentamente en tridimita, otro mineral de sílice.El cuarzo-β solamente puede formarse a temperaturas superiores a 573 °C, por lo que aparece solamente en materiales de origen magmático, no hidrotermales. Su estructura cristalina es inestable, y al contrario que en el caso de la tridimita y de la cristobalita, no puede mantenerse al enfriarse, por lo que todos los ejemplares visibles en yacimientos naturales son realmente pseudomorfosis formadas por cuarzo-α. Morfológicamente se diferencian porque los cristales de cuarzo-β tienen el prisma muy corto o inexistente, y las terminaciones son realmente pirámides, no combinación de dos romboedros . 
El cuarzo posee  propiedades piezoeléctricas, cuando se le aplica presión o tensión, además de propiedades piroeléctricas.

## Variedades (según el color)

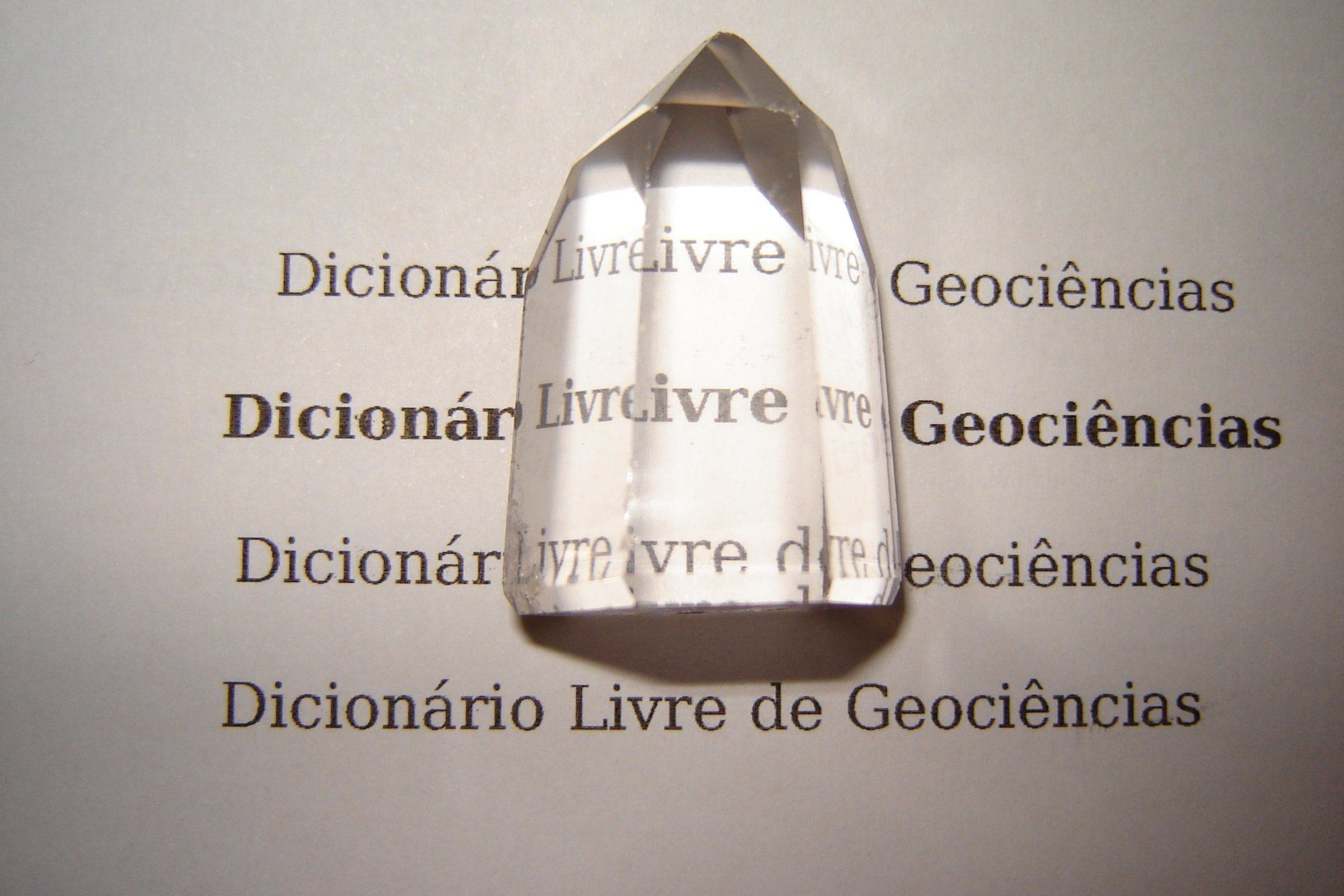
Cristal de cuarzo que muestra transparencia

El cuarzo puro, tradicionalmente llamado cristal de roca o cuarzo claro, es incoloro y transparente o translúcido y se ha utilizado a menudo para  talla en piedra dura, como el Cristal de Lotario. Entre las variedades de color más comunes se encuentran el citrino, el cuarzo rosa, la amatista, el cuarzo ahumado, el cuarzo lechoso y otros.  Estas diferenciaciones de color surgen de la presencia de impurezas que cambian los orbitales moleculares, provocando que algunas transiciones electrónicas tengan lugar en el espectro visible causando colores.
La distinción más importante entre tipos de cuarzo es la de macrocristalino (cristales individuales visibles a simple vista) y las variedades microcristalino o criptocristalino (agregados de cristales visibles sólo con gran aumento). Las variedades criptocristalinas son translúcidas o mayoritariamente opacas, mientras que las variedades transparentes tienden a ser macrocristalinas. La calcedonia es una forma criptocristalina de sílice formada por finos intercrecimientos tanto de cuarzo como de su monoclínico polimorfo moganita. Otras variedades de gemas opacas de cuarzo, o rocas mixtas que incluyen cuarzo, que a menudo incluyen bandas o patrones de color contrastados, son  ágata, cornalina o sardónica, ónice, heliotropo, y jaspe.

## Yacimientos  y paragénesis

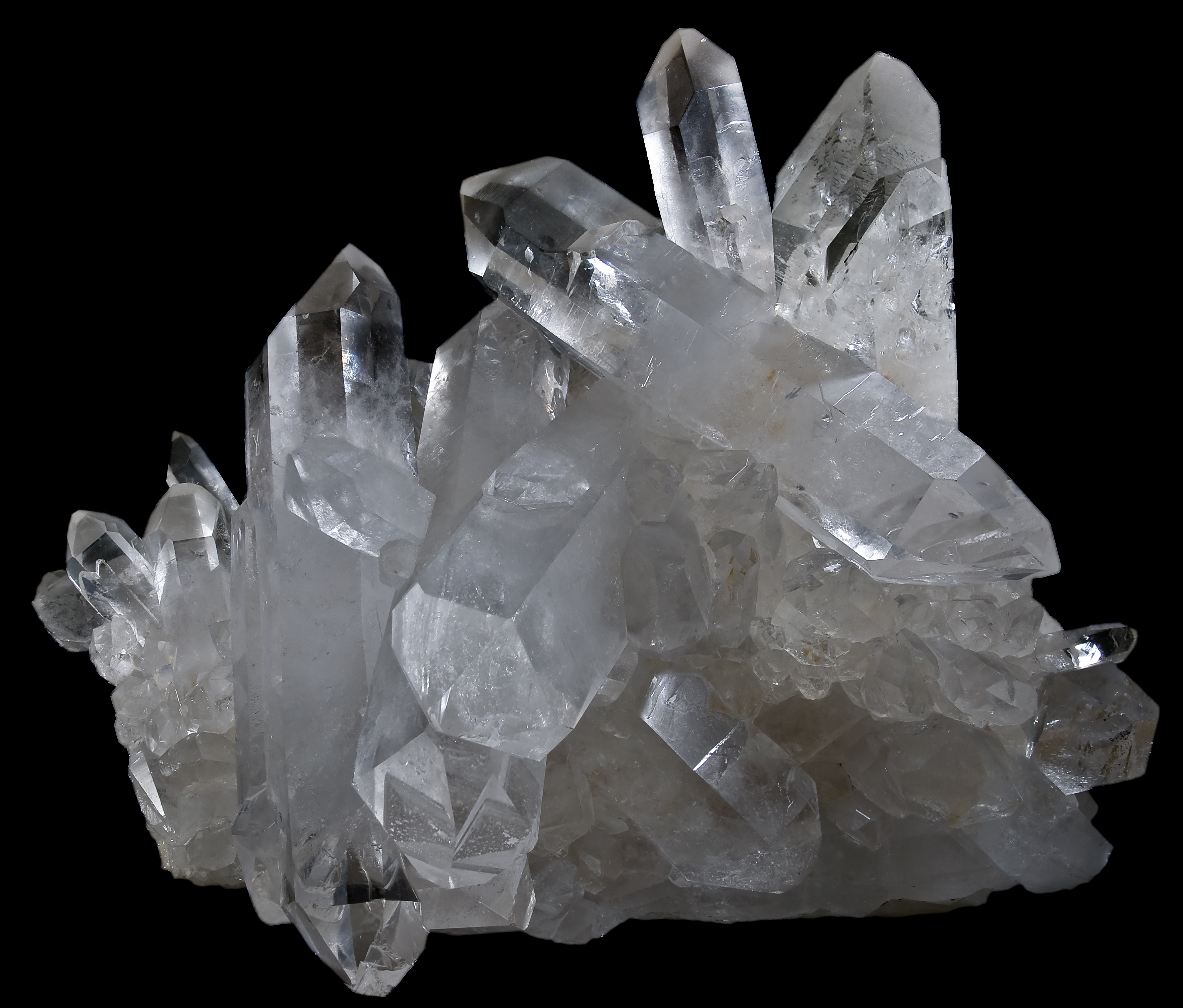
Cristales de cuarzo de Minas Gerais, Brasil.

Es el mineral más común de la corteza terrestre. Está presente en una gran cantidad de rocas ígneas, metamórficas y sedimentarias. Suele aparecer en vetas epitermales. En algunas vetas ocurre junto a calcita y minerales de mena. Es el mineral típico y mayoritario de algunas rocas magmáticas, como el granito, las dioritas y la andesita, de rocas filonianas como las pegmatitas, y debido a su dureza y resistencia a la meteorización se encuentra en las rocas sedimentarias que proceden de aquellas, como la arenisca, y en rocas metamórficas como la cuarcita. La arena de playa puede llegar a estar compuesta de más de un 95 % de cuarzo, y el granito tiene de 20 % a 60 % de cuarzo. En las rocas sedimentarias el cuarzo puede solubilizarse y recristalizar de nuevo, cementando dichas rocas. A ese cuarzo removilizado se le llama cuarzo secundario.
También es común en depósitos metalíferos hidrotermales y en rocas carbonatadas. El cuarzo no puede estar en equilibrio químico con olivino en un magma ya que el cuarzo o su constituyente (el dióxido de silicio) reacciona con el olivino formando enstatita. Dicha situación se expresa en la siguiente reacción química:
Mg2SiO4 (olivino) + SiO2 → Mg2Si2O6 (enstatita)

## Tratamientos sintéticos y artificiales

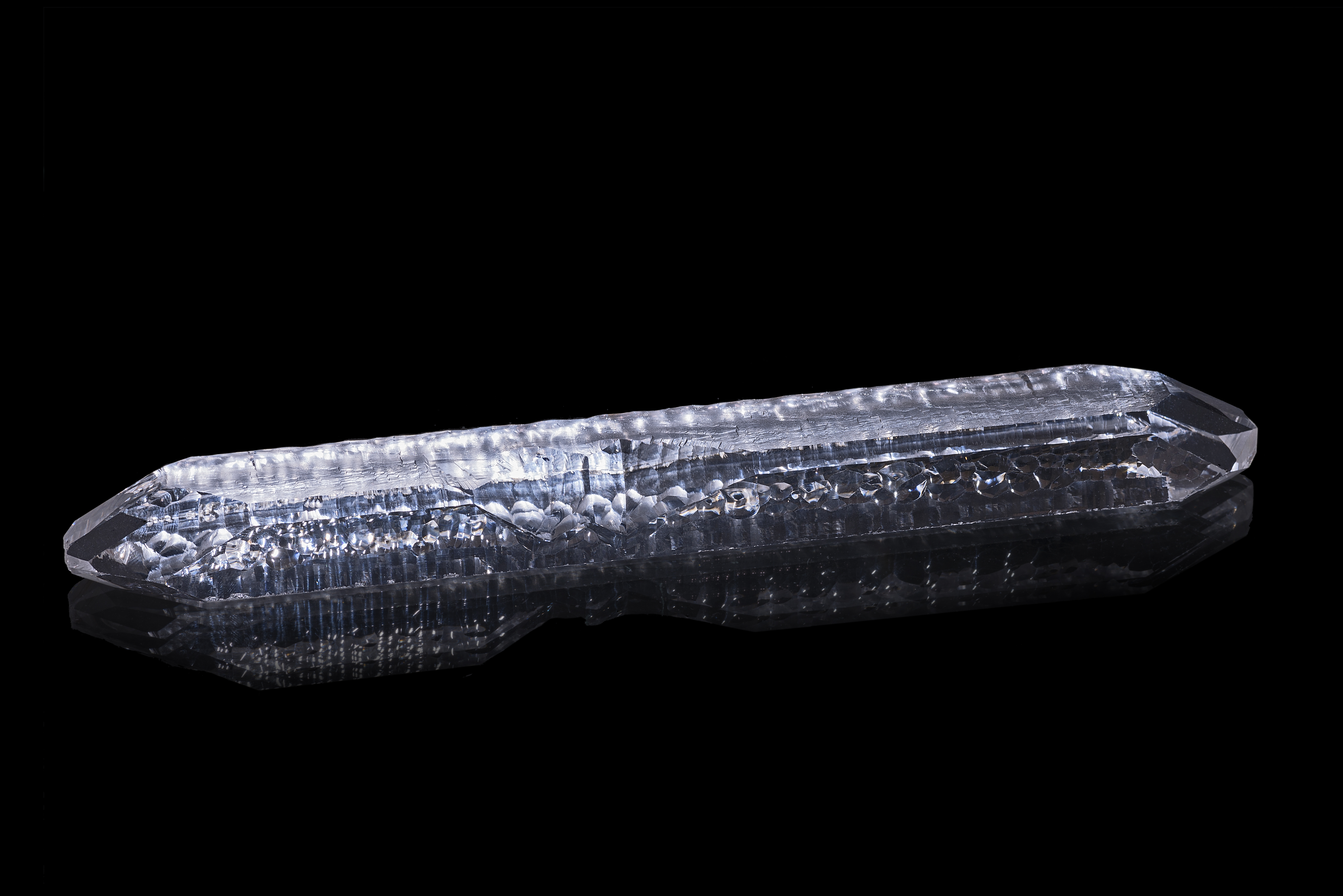
Cristal de cuarzo sintético cultivado por el método hidrotérmico, de unos 19 cm de largo y unos 127 gramos de peso

No todas las variedades de cuarzo son naturales. Algunos cristales de cuarzo transparente pueden tratarse mediante calor o irradiación gamma para inducir el color donde no se habría producido de forma natural. La susceptibilidad a tales tratamientos depende del lugar de donde se extrajo el cuarzo y de la presencia de elementos en forma de trazas.
La prasiolita, un material de color oliva, se produce mediante tratamiento térmico,  aunque también se ha observado prasiolita natural en la Baja Silesia en Polonia. Aunque el citrino se da de forma natural, la mayoría es el resultado del tratamiento térmico de la amatista o del cuarzo ahumado. La cornalina ha sido tratada térmicamente para profundizar su color desde tiempos prehistóricos, y muchas ágatas se colorean artificialmente.
Debido a que el cuarzo natural es a menudo maclado, el cuarzo sintético se produce para su uso en la industria. Los cristales individuales, grandes y sin defectos, se sintetizan en un autoclave mediante un proceso hidrotermal.Al igual que otros cristales, el cuarzo puede ser recubierto con vapores metálicos para darle un brillo atractivo.

## Variedades

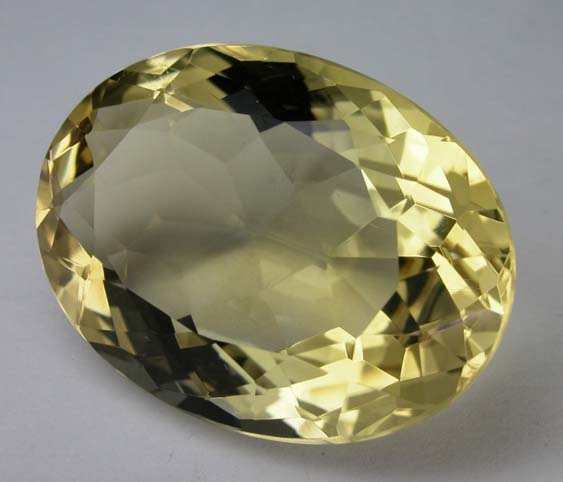
Imagen de un cuarzo citrino tallado.

Existen muchas variedades de cuarzo, varias de las cuales se utilizan como gemas, generalmente de valor relativamente bajo. Las variedades macrocristalinas se clasifican por el color, y las más abundantes y utilizadas tienen nombres propios:
- Cristal de roca: incoloro y transparente.
- Cuarzo lechoso: traslúcido o casi opaco por la presencia de microinclusiones de gas o líquidos.
- Cuarzo ahumado: transparente y de distintos tonos de gris; el color se debe a la presencia de trazas de aluminio junto con la acción de la radiactividad.
- Cuarzo morión: como el ahumado, pero negro y casi opaco.
- Cuarzo citrino: de color amarillo hasta anaranjado claro, debido también a la presencia de trazas de aluminio.
- Amatista: de color violeta más o menos intenso, debido a la presencia de iones férricos.

- Cuarzo rosa: de ese color, por microinclusiones de dumortierita o por la presencia de trazas de fósforo y aluminio.

- Jacinto de Compostela: de color rojo por la presencia de inclusiones de arcilla, típico de terrenos en facies Keuper.
- Cuarzo hematoide: de color rojo por la presencia de inclusiones de hematites.

También existen variedades de otros colores, marrón, negro, azul, verde, etc, por la presencia de inclusiones de otros minerales. 
El cuarzo criptocristalino y microcristalino también recibe diversos nombres, dependiendo de su color.
- Calcedonia: variedad microfibrosa, traslúcida.
- Cornalina: calcedonia de color anaranjado intenso o rojo.
- Ágata: calcedonia con bandas de distintos colores.
- Ónice u ónix: calcedonia con capas paralelas de color blanco o negro.

Existen también materiales silíceos en los que suele predominar el cuarzo, pero que por su heterogeneidad se podrían considerar como rocas:
- Jaspe
- Sílex

## Meteorización
El cuarzo destaca por su resistencia a la meteorización y cuando sí se meteoriza no forma minerales nuevos.
 Su meteorización ocurre mediante disolución la cual se concentra en fracturas y en sitios de dislocación del cristal. La disolución deja hoyos de ataque químico con forma triangular con orientación cristalográfica. En una roca los granos de cuarzo residual que van quedando a medida que progresa la meteorización son en general menores a los granos o cristales iniciales. Hay investigaciones que reportan incrementos en la angularidad del cuarzo producto de la meteorización, aunque también hay investigaciones que indican lo contrario.